# Phumosia wittei
Phumosia wittei är en tvåvingeart som beskrevs av Zumpt 1956. Phumosia wittei ingår i släktet Phumosia och familjen spyflugor. Inga underarter finns listade i Catalogue of Life.